# Stefano Parinussa
Stefano Parinussa (Vlissingen, 27 maart 1991), ook wel bekend als Fano, is een Nederlandse acteur en artiest.
Parinussa was te zien met een bijrol in A'dam - E.V.A. en in Spangas met een gastrol. Hij heeft verschillende gastrollen en bijrollen gespeeld in diverse televisieseries. Zijn televisiedebuut kwam in 2001 met de Museumbende van de AVRO. Parinussa is vanaf toen als gastacteur voor verschillende televisieseries gevraagd. In 2015 heeft Parinussa zijn eerste korte film geregisseerd. De korte film 'Hey' is op 02 november 2015 in première gegaan.
Onder de naam Fano brengt hij muziek uit via het label van rapper Steen, Infected Records.

## Filmografie

#### Televisie
- 2012 Zappdelict - Rattenvanger
- 2011 A'dam - E.V.A. - Mo
- 2011 Spangas - Gastrol vriend van Jelle
- 2009 Thuis in Nederlands - Daan
- 2001-2003 Museumbende - Zichzelf

#### Film
- 2013 The Protocol - Mahmoud
- 2009 Sanne - Kiran

#### Commercial
- 2017 Samsung Smart Watch - Bram
- 2012 Alleen jij bepaalt - Crimineel

#### Regie
- 2015 Hey - Korte film
- 2016 EZG - Hey - Videoclip
- 2016 EZG - Weekendovertreder - Videoclip

## Muziek
| Albums       | Datum van verschijnen | Label            |
| ------------ | --------------------- | ---------------- |
| Bourgondisch | 24 april 2020         | Infected Records |
| Infected19   | 3 juli 2020           | Infected Records |
| Honger       | 29 april 2022         | Infected Records |
| Faan en Fred | 5 mei 2023            | Infected Records |
| Buitenbeen   | 8 december 2023       | Infected Records |

| Single                                     | Jaar van verschijnen | Label            |
| ------------------------------------------ | -------------------- | ---------------- |
| Foodporn                                   | 2020                 | Infected Records |
| Fastfood                                   | 2020                 | Infected Records |
| Makan                                      | 2021                 | Infected Records |
| De Mist                                    | 2021                 | Infected Records |
| Gas Geven (ft EZG)                         | 2022                 | Infected Records |
| Bijna Bij Jou                              | 2022                 | Infected Records |
| Duizend (remix) ft Freddie Lee & Code Red  | 2023                 | Infected Records |
| Ho in de gang (ft Steen, EZG, Freddie Lee) | 2023                 | Infected Records |
| Matahari                                   | 2023                 | Infected Records |
| Hermanos                                   | 2023                 | Infected Records |
| Opstaan (ft Griever)                       | 2024                 | Infected Records |
| Tranen Van Frituurvet                      | 2024                 | Infected Records |
| Probleem                                   | 2024                 | Infected Records |